# Advanced Materials
Advanced Materials, nach ISO 4 abgekürzt Adv. Mater., ist eine wissenschaftliche Fachzeitschrift, die vom Wiley-VCH Verlag veröffentlicht wird. Derzeit erscheint die Zeitschrift mit 48 Ausgaben im Jahr. Es werden Artikel veröffentlicht, die sich mit interdisziplinären Fragen der Materialwissenschaften beschäftigen.
Der Impact Factor lag im Jahr 2020 bei 30,849. Nach der Statistik des Web of Science wird das Journal mit diesem Impact Factor in der Kategorie Multidisziplinäre Chemie an fünfter Stelle von 178 Zeitschriften, in der Kategorie Nanowissenschaft und -technologie an dritter Stelle von 106 Zeitschriften, in der Kategorie Multidisziplinäre Materialwissenschaft an neunter Stelle von 334 Zeitschriften, in der Kategorie Physikalische Chemie an vierter Stelle von 162 Zeitschriften und in der Kategorie angewandte Physik an fünfter Stelle von 160 Zeitschriften geführt.